# Отруєні іпритом
«Отру́єні іпри́том» (англ. Gassed) — монументальний твір, створений художником Джоном Сінгером Саржентом під впливом трагічних вражень від колосальної кількості убитих і отруєних іпритом вояків Першої світової війни.

## Замова і зміна теми

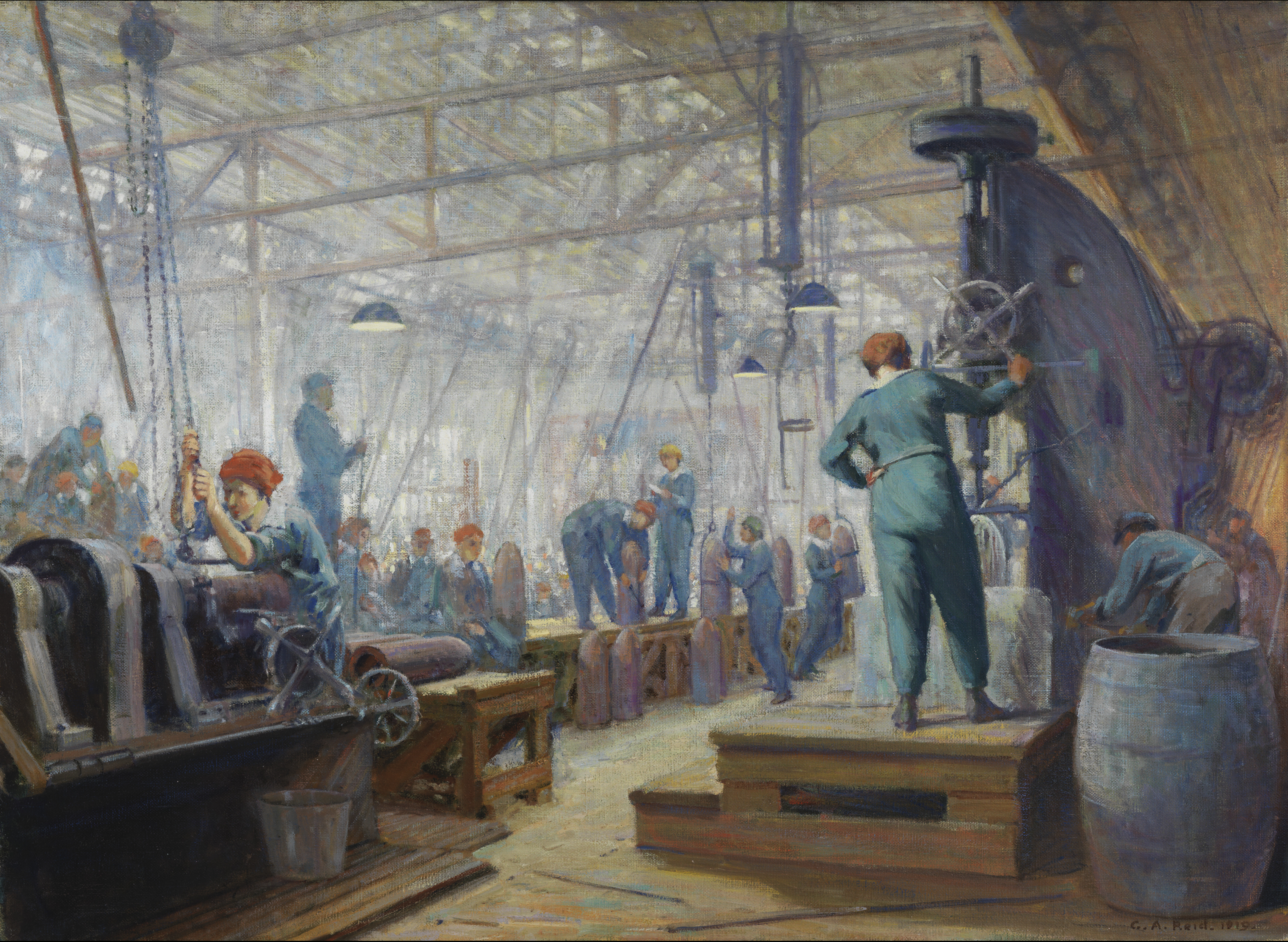
«Жінки-пролетарки», 1919 р.

Джон Сінгер Сарджент не був батальним художником і не створював картин з вояками. Він заробляв на життя портретуванням багатіїв зі Сполучених Штатів, що прибували в Париж чи в Лондон розважатись, витрачати гроші на розкішне дозвілля, ресторани, оперу, модний одяг. Париж цього періоду — місто розбурханих мистецьких суперечок, зіткнень різних ідей (політичних і художніх), скандальних виставок і напружених мистецьких пошуків. Все це мало стосувалось американських багатіїв, що жили іншими турботами, але подихати гарячкуватим повітрям центру культури в Парижі вони хотіли. Туристичне перебування в Лондоні чи в Парижі закінчувалось придбанням коштовностей, речами розкошів, менше — придбанням картин і власним портретуванням. До системи обслуговування цих американців і був прилаштований художник Сарджент.
Він виборов славу, визнання і певний матеріальний успіх, що дозволяв роками мешкати в Європі, подорожувати з країни в країну, іноді відвідувати Сполучені Штати. Майже своїм його вважали і в Лондоні. Він відмовився прийняти англійське громадянство і офіційно був громадянином США.
Розкол Європи на ворогуючі сторони в роки Першої світової війни мало позначився на стані Сарджента. Про нього згадали британські військові 1918 року і замовили картину на сюжет англо-американської співдружності. Клопіт про сюжет — цілком переклали на художника. Сарджент прийняв замову і почав вивчати тему. Він із здивуванням усвідомив, що не може знайти візуальне відображення абстрактної співдружності. Від нього очікували епічний твір, а не плакат і не листівку.
Літнього на той час художника вивезли на натуру. Він відвідав Західний фронт в липні 1918 року і побачив війну під Аррасом, а потім з американським експедиційним корпусом під Іпром. Побачене під Іпром, де німецькі збройні сили вперше випробували на вояках протилежного боку хімічну зброю, вразило Сарджента найбільше. Він відчув, що вже прийшла нова і жорстока доба, котру в черговий раз прогавило суспільство. Фактами життя й історії ставали могутні зрушення — мільйонні жертви воєн, тисячі скалічених, нечувані епідемії і соціальні потрясіння, розпад декількох імперій, руйнації сел і перехід в пролетаріат тисяч жінок, що замінили на заводах чоловіків, котрі відбули на фронти.
Сарджент запропонував змінити абстрактну тему співдружності і домігся цього.

## Опис твору

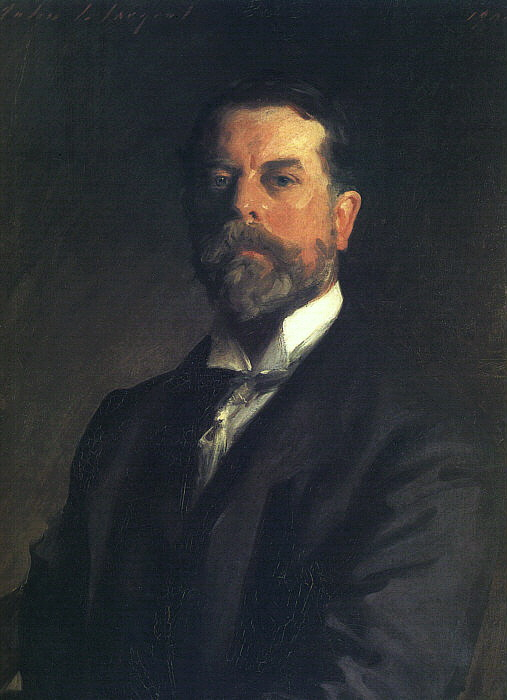
Джон Сінгер Сарджент. Автопортрет, Галелея Уффіці, Флоренція

На жодну попередню композицію не схоже полотно пізнього періоду творчості — «Отруєні іпритом». Картина була відгуком художника на страшні події Першої світової війни.
На великому полотні довжиною більш ніж шість метрів він подав англійських вояків майже у повний зріст дорослих людей. Епічним і монументальним став не стільки сюжет, скільки розмір картини. Повз глядачів пересувається черга вояків, їх дев'ять у супроводі двох санітарів. Вони крокують вузькою стежкою до медичного пункту в наметі, дроти-розтяжки якого видно праворуч.
Хода вояків страшна і повільна, бо це отруєні газом іпритом, що викликав опіки, травми і деморалізацію через сліпоту. Вояки втратили зір і через це — військову здатність. Вказівкою на масове отруєння іпритом в картині були ще одна черга отруєних та тисячі поранених і померлих біля медичного пункту. Поранені і померлі лежать на землі як опале листя восени, безпорадні і безпомічні. Війна і стандартний військовий стрій практично постирали індивідуальні риси людей. І це було ще одне трагічне зрушення в реальності і в свідомості художника, котрого так надихала колись яскрава індивідуальність його портретованих. Навпаки, в картині «Отруєні іпритом» панував позбавлений індивідуальностей натовп, однаково непотрібний і байдужій природі, і байдужому до калік суспільству.
В картині подано обрій низько, як і вибілене, неяскраве сонце, що однаково байдуже висвітлює померлих і ще живих. Від цього черга отруєних іпритом вояків набуває монументальності і символічного значення людей, що крокують у невідоме. Ретельній огляд картини глядачами додає низку важливих чи незвичних деталей. Серед них — моряки на тлі, що грають у футбол в червоних і синіх сорочках, грають, аби не збожеволіти від трагедій і жахів війни.
Усвідомлення страшних наслідків Першої світової війни прийде в суспільство набагато пізніше. Низка міст західноєвропейських країн уславить полеглих у війні тисячами монументів. Картина Сарджента мала прикрасити Залу слави і пам'яті Імперського військового музею в Лондоні. Але зміна сюжету Сарджентом надала їй антивоєнного спрямування. Мета слави і пам'яті була досягнута в офіційному груповому портреті офіцерського корпусу того ж розміру, котрий також створив Джон Сінгер Сарджент.

## Фрагменти картини

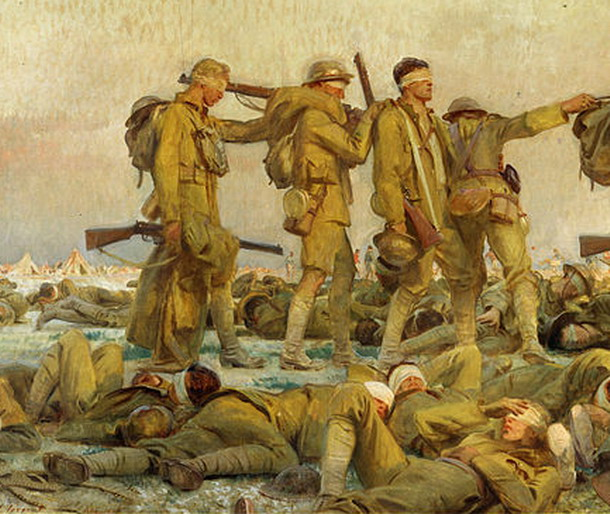
Фрагмент ліворуч
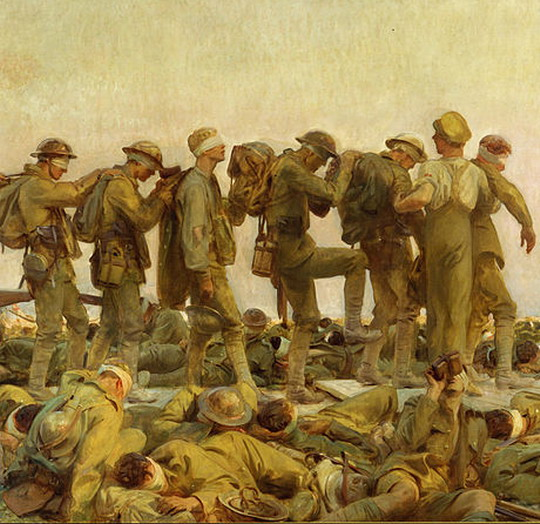
Центральна група в картині
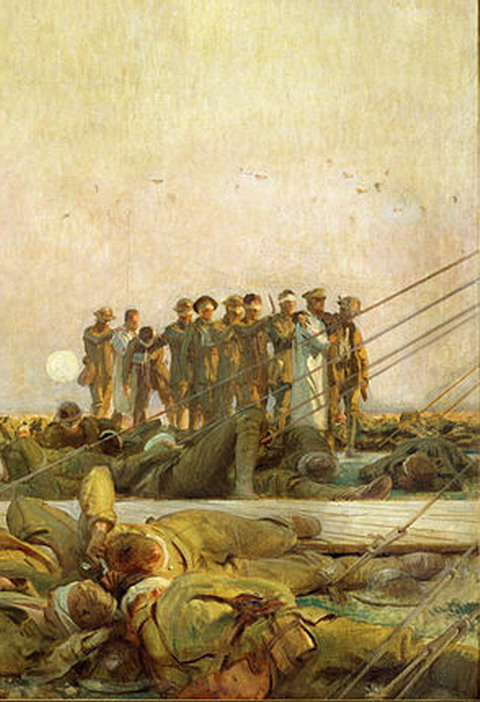
Фрагмент праворуч